# Gasindio
Il gasindio era, nella società longobarda, un uomo legato al sovrano da un rapporto non ancora assimilabile al legame feudale: alla sottomissione del nobile corrispondeva una garanzia di protezione regia. Uomo di fiducia del re, era, almeno formalmente, sottratto al diretto controllo del duca titolare del territorio in cui viveva.